# Tinglayan
Tinglayan est une municipalité de la province de Kalinga  et située dans la région administrative de la Cordillère aux Philippines. Lors du recensement de 2020, sa population s'élève à 13 148 habitants.

## Géographie
Tinglayan est située au nord de l'île de Luçon, la plus grande île des Philippines.
D'une superficie totale de 283 kilomètres carrés, elle est divisée administrativement en 20 barangays : 
- mbato-Legleg
- Bangad Centro
- Basao
- Belong Manubal
- Butbut-Proper
- Bugnay
- Buscalan
- Dananao
- Loccong
- Lower Bangad
- Luplupa
- Mallango
- Ngibat
- Old Tinglayan
- Poblacion
- Sumadel 1
- Sumadel 2
- Tulgao East
- Tulgao West
- Upper Bangad

## Démographie
| 1918 | 1939 | 1948 | 1960 | 1970  | 1975  | 1980  | 1990  | 1995  | 2000  | 2007  | 2010  | 2015  | 2020  |
| ---- | ---- | ---- | ---- | ----- | ----- | ----- | ----- | ----- | ----- | ----- | ----- | ----- | ----- |
| 2879 | 6868 | 6935 | 9135 | 10317 | 10838 | 11703 | 12637 | 13591 | 14164 | 11619 | 12557 | 12868 | 13148 |

## Personnalités liées
- Whang-od (1917-), artiste tatoueuse, née dans le barangay de Buscalan à Tinglayan.